# Chiesa di San Michele Arcangelo (Arsiero)
La chiesa arcipretale di San Michele Arcangelo ad Arsiero, in provincia di Vicenza, nel Veneto, sorge su un'altura posta sopra la piazza maggiore del paese, a 356 m s.l.m. È una delle più grandi chiese del Veneto, con una superficie coperta che supera i 1000 m². Venne costruita a partire dal 1761 e consacrata, dopo 14 anni, il 30 settembre 1776, anche se la data prevista era il giorno precedente, festa dell'apparizione di San Michele Arcangelo a cui la chiesa è dedicata.

## Storia
Il primo edificio religioso di Arsiero fu probabilmente la cappella, annessa al castello che sorgeva sull'attuale colle della chiesa. Come la chiesa del borgo - Santa Maria dell'Angiadura - pare dipendesse dalla pieve di San Giorgio di Velo d'Astico; la loro esistenza è documentata fin dal XIII secolo. Probabilmente già agli inizi del XV secolo Arsiero era parrocchia autonoma e il parroco si firmava "rector ecclesiarum S. Michaelis et S. Marie".
L'antica chiesa, divenuta troppo piccola, fu ricostruita ex novo tra il 1761 e il 1774 in stile neoclassico e a una sola navata; quella antica venne racchiusa al suo interno e demolita solo dopo che questa fu messa al coperto. Fu consacrata nel 1776 da Marco Cornaro vescovo di Vicenza, che la definì "una delle più belle chiese del territorio vicentino".
Nei primi decenni dell'Ottocento, oltre all'altare di San Michele figuravano quello del Rosario, di Sant'Antonio da Padova, di Sant'Apollonia e di Sant'Antonio Abate e il pulpito, in marmo di Tovo come le altre decorazioni marmoree della chiesa. Di marmo di Carrara erano invece le statuine degli angeli e virtù che ornavano l'altare maggiore prima della guerra mondiale; dello stesso marmo e dello stesso autore, il Bendezzoli, sono le due grandi statue  ancora rimaste e raffiguranti Aronne e Melchisedech: erano completate e arricchite con fregi in metallo cesellato e dorato, ma splendide parti di esse vennero strappate durante l'invasione austriaca del 1916.
La chiesa, gravissimamente squarciata durante la grande guerra, fu restaurata tra il 1922 e il 1924 a spese dello Stato.
In quell'occasione Arsiero, dietro modesto compenso, poté arricchirsi del grandioso e poderoso organo costruito da G.B. De Lorenzi nel 1847 per la cattedrale di Vicenza. Richiesto da più chiese, il vescovo Rodolfi preferì assegnarlo alla chiesa di Arsiero, perché la più danneggiata dalla guerra fra tutte quelle della diocesi.
La pala dell'altar maggiore (m. 3,35x4,93) rappresenta l'apparizione di S. Michele Arcangelo. Verso il 1850, tramite la R. Accademia di Venezia, i fabbricieri di Arsiero affidarono l'esecuzione dell'opera a un certo Ghedina di Udine, che morì lasciandola incompiuta. Fu ultimata da Albino Tomaselli di Strigno: costò 100 napoleoni d'oro. Il quadro, durante il primo conflitto, rimase al suo posto e non subì danni.
Il campanile fu costruito contemporaneamente alla chiesa, ma finito in modo incompleto: le campane sono 6 in Do3 (Do3, Re3, Mi3, Fa3, Sol3, La3) e formano uno dei concerti più belli della provincia. Le campane possiedono le corde per il suono manuale a sistema veronese. 3^, 4^ e 5^ sono opera della fonderia De Poli di Vittorio Veneto (TV) anno 1874, anche il campanone è di questa fonderia, ma datato 1910; 2^ e piccola sono invece opera della ditta cavadini di Verona anno 1925. Il campanone pesa 1955 kg.
È da ricordare che fin oltre il '400 anche ad Arsiero, come in molti paesi, per le riunioni, non si usava la campana, ma una tavola, che fungeva da gong. L'ora europea fu introdotta ad Arsiero nel 1819.

## Architettura, pittura e scultura

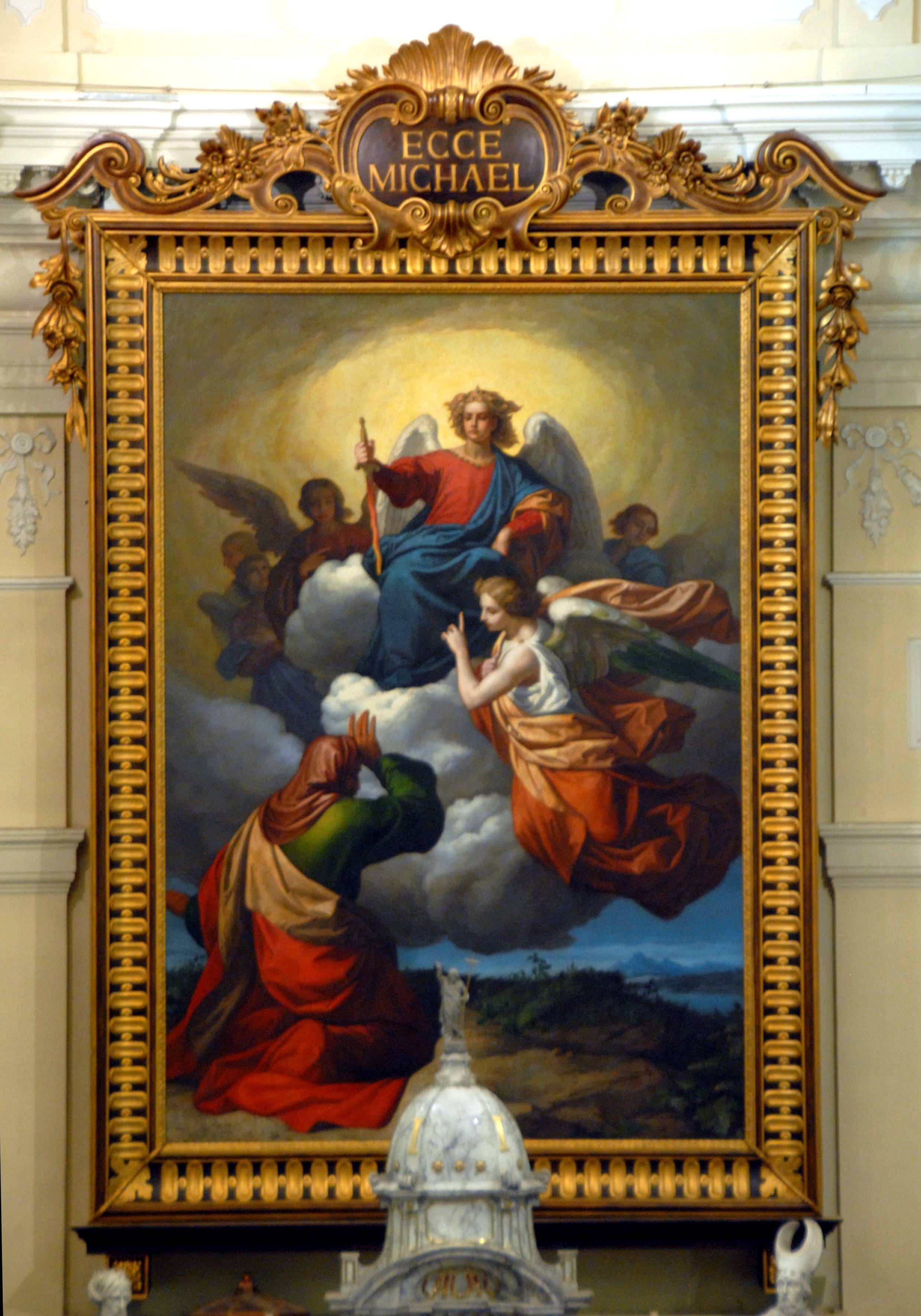
Pala d'altare con la visione di Daniele che vede San Michele Arcangelo, opera di Albano Tomaselli 1855-56.

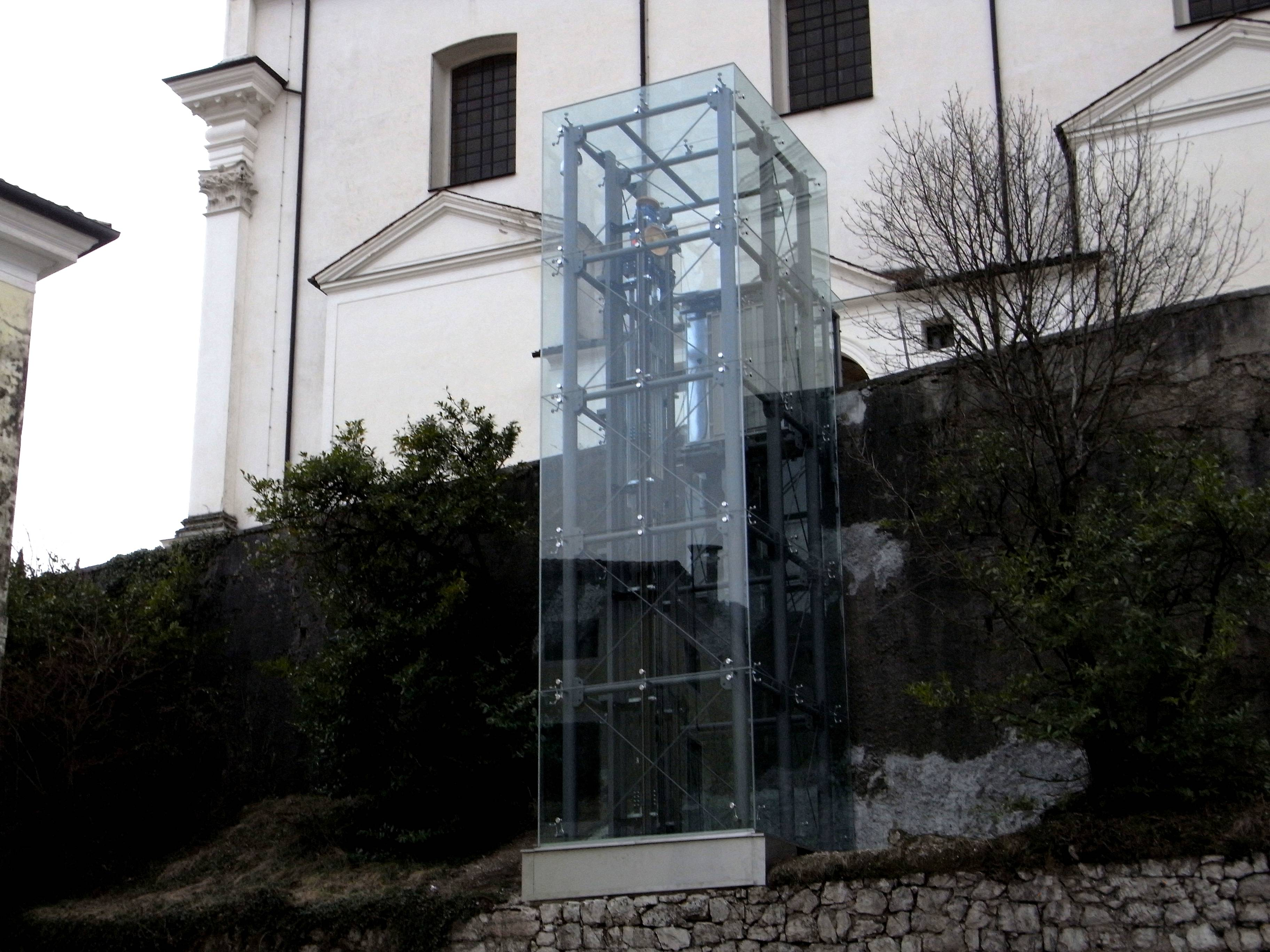
Ascensore di accesso alla chiesa arcipretale di Arsiero.

Il progetto venne realizzato dal canonico architetto Francesco Antonio Zigiotti (che operò nella seconda metà del Settecento in tutto il Veneto).
La chiesa arcipretale si presenta con impostazione neoclassica, con semicolonne a capitelli corinzi sia per la facciata principale posta a est, sia per l'interno.
La facciata principale ha due profondità. In rilievo quattro semicolonne poggianti appaiate su due distinti piedistalli e in posizione mediana il portale; le due porzioni laterali, rientranti di circa 50 cm, sono definite da lesene a sezione poligonale. Sopra la trabeazione è posto l'attico con paraste corrispondenti alle sottostanti semicolonne e lesene d'angolo. La facciata è delimitata in alto, per la sola porzione in rilievo, da un frontone. Alle estremità dell'attico sono collocati due pinnacoli, mentre ai tre angoli del frontone sono poste altrettante statue: nel centro San Michele Arcangelo che schiaccia Lucifero, a destra San Paolo e a sinistra San Pietro. Tutta la facciata ha finitura in marmorino.
Le due entrate laterali, a nord verso la piazza e a sud, sono protette da protiri sostenuti all'esterno da colonne probabilmente provenienti dalla chiesa preesistente.
L'interno è a unica navata con volta a botte. Dalla navata emergono sei costoloni poggianti alle estremità sulle trabeazioni e corrispondenti a sottostanti semicolonne su entrambi i lati. L'altezza massima della volta è di 18,30 m ed è ornata da tre quadrilobi un tempo affrescati.
La superficie complessiva interna della chiesa è di circa 600 m² a cui vanno aggiunti l'oratorio e la sagrestia.
Ai lati della navata sono poste quattro cappelle con altrettanti altari: quelli verso l'abside in marmo pregiato con venature bianche e grigio-azzurre proveniente dalla locale cava di Val di Tovo, gli altri in marmorina di buona fattura ad imitazione del marmo di Tovo. Pure l'altar maggiore, posto nell'abside, è realizzato con lo stesso tipo di marmo ed è sormontato ai lati da due statue in marmo di Carrara di pregevole lavorazione. Le statue, opera dello scultore Giovanni Battista Bendazzoli, amico di Antonio Canova con cui aveva collaborato ad inizio carriera, rappresentano, dalla parte del Vangelo, Melchisedech, re di Salem e dalla parte dell'Epistola Aronne, fratello di Mosè. Infine, sul muro a nord è collocato il pulpito in marmo sempre della cava di Tovo.
Significativa la presenza della Pala dell'altare maggiore, dedicata a San Michele Arcangelo, di notevoli dimensioni, opera del pittore Albano Tomaselli di Strigno, all'epoca definito il nuovo Raffaello, morto molto giovane colpito da vaiolo, sepolto a Firenze nel pronao della chiesa di San Miniato.
Molto significativa anche la presenza del vano ascensore in cristallo inaugurato dal Vescovo di Vicenza nel 2012, opera dell'architetto Nicola Busin, che permette di superare gli undici metri di dislivello tra la piazza ed il sagrato della chiesa. In questo modo le persone con disabilità o semplicemente per comodità possono accedere al luogo di culto senza superare le impegnative scalinate in pietra. L'ascensore è una struttura avveniristica che ben si inserisce nel contesto urbano con la sua capacità di essere trasparente e riflettere l'ambiente circostante.